# MPEG-5
MPEG-5 es un método para la compresión digital de audio y vídeo. Fue introducido a finales de 2020 y designado como un estándar para un grupo de formatos de codificación de audio, video y las tecnologías relacionadas acordadas por la ISO / IEC Moving Picture Experts Group (MPEG) . Los usos de MPEG-5 incluyen la compresión de datos de audiovisuales para la web, (streaming) y distribución de archivos, y difusión de aplicaciones de televisión.
Está soportado por las principales marcas de electrónica como Samsung, Huawei y Qualcomm.
Como el MPEG-4, el estándar se divide en varias partes, que especifican un tipo particular de codificación. MPEG-5 Part 1 es un competidor de AV1 (soportado entre otros por: Amazon, Facebook, Google) y H.266/VVC.

## Partes

### MPEG-5 Parte 1 (EVC)
- EVC para Essencial Video Coding
- Norma : ISO/IEC 23094-1

El códec está compuesto por un perfil básico (base profil) que está libre de derechos y un perfil principal (main profil) que no lo es.
El último contiene 21 herramientas que se pueden activar (o no) de forma independiente y ofrecen una mayor compresión.

#### Licencia
1 Perfil básico libre de comisiones con efectividad de nivel similar al MPEG-4.

21 niveles independientes de licencia dependiendo de cuál de las 21 herramientas patentadas desea activar o no.

#### Software
- Ya existe un codificador / decodificador REVC, que fue desarrollado en el lenguaje de programación RUST.[3]

- XEVE (the eXtra-fast Essential Video Encoder) se describe a sí mismo como un codificador EVC rápido de Código abierto

Está escrito en C99 y es compatible con los ambos perfiles de EVC: base y main (principal). Su Licencia es una Licencia BSD modificada (de 3 cláusulas).
- XEVD (the eXtra-fast Essential Video Decoder) se describe a sí mismo como un decodificador EVC rápido de Código abierto

Está escrito en C99 y es compatible con los ambos perfiles de EVC: base y main (principal). Su Licencia es una Licencia BSD modificada (de 3 cláusulas).

### MPEG-5 Parte 2 (LCEVC)
- LCEVC para Low Complexity Enhancement Video Coding

Este estándar permite mejorar la compresión de cualquier flujo de video independientemente del códec básico utilizado.
Ya es posible codificar archivos de video con LCEVC usando FFmpeg 4.0.1-17 y la versión 2.9 build 539246 del códec P+ de la empresa privada V-Nova.

#### Licencia
Existe una licencia gratuita para la integración como reproductor en software (importante para sistemas operativos gratuitos y de código abierto como Linux y reproductores de video como VideoLAN).

Pero el uso de la capa de mejora del lado del emisor está sujeto a tarifas.

#### Software
- FFmpeg (con soporte para más de 20 codificadores base)
- Parche para AOSP
- ExoPlayer (Android)
- AVPlayer (iOS)
- Microsoft UWP (Windows)
- reproductores web: HLS.js, Shaka Player, video.js
- integración para navegadores web HTML5
- muchas aplicaciones de reproducción en tiendas Android/iOS/Microsoft.[7]

#### Hardware
- Red Pro Platform[8]
- NETINT Transcodificadores con MPEG-5 LCEVC[9]

## Competencia y efectividad de la calidad de la imagen a la misma tasa de bits
Ambas partes de MPEG-5 (utilizadas juntas) tienen la misma eficacia que el códec de vídeo: MPEGi - VVC.
Por lo tanto, la principal diferencia es: el costo del equipo y la negociación del precio de licencia y su elasticidad.
Generalmente es positivo en sí mismo ya que provoca un incremento de apalancamiento de negociación y aumenta la competitividad principalmente en el precio comercial de licencia adquirir.
Generalmente, Codec  MPEGi - VVC ha planeado 4 grupos de patentes y MPEG-5 al menos 23 niveles de pago:
Parte 1 - EVC tienen la versión libre de regalías y 21 tecnologías, que están sujetas a tarifas de patente diferentes,
y Parte 2 - LC EVC.
Parte 1 - Codec EVC es más eficaz que HEVC - MPEG-H (eficacia similar a Open Source libre de regalías AV1), pero menos eficaz que MPEGi - VVC.
Pero debido a Parte 2 - LC EVC se puede usar con cualquier códecs de video, por lo tanto, la solución más efectiva en términos de calidad de imagen es usar LC EVC junto con VVC - MPEGi,
y más barato desde el lado del precio de licencia y su negociación con la firma del acuerdo es usar libre de regalías AV1 en lugar de Parte 1 de MPEG-5.

Libre de regalías versión de Parte 1 - el perfil base es tan efectivo como MPEG-4 - AVC, pero en el tiempo de la expiración de las patentes par MPEG-4 - AVC libre de regalías la versión de EVC puede ser cada vez más eficaz del mencionado MPEG 4 - AVC.
Las patentes de MPEG-1, MPEG-2 y MP3 ya han expirado.
Cada uno de: MPEG-4 - AVC, MPEG-H - HEVC, MPEG-5, MPEGi - VVC tienen algunas patentes comunes.